# Maug Islands
Maug Islands (chamorro Mang Tunas, även Madung Tunas) är en ö i Nordmarianerna i västra Stilla havet.

## Geografi
Maugöarna är en liten ögrupp bland Nordmarianerna och ligger cirka 532 km norr om huvudön Saipan och cirka 740 km nordöst om Guam. Geografiskt ligger ön i Mikronesien och de geografiska koordinaterna är 20°02′ N och 145°13′ Ö.
Ögruppenn är av vulkaniskt ursprung och har en sammanlagd areal om cirka 2,1 km². Den högsta höjden ligger på North Island med cirka 227 m ö.h.
Maug Islands är resterna av toppen av en vulkankrater och omfattar 3 mindre öar runt en cirka 200 m djup lagun
- West Island, cirka 0,71 km², cirka 2,25 km lång och cirka 0,5 km bred, högsta höjd cirka 178 m
- North Island, cirka 0,47 km², cirka 1,5 km lång och cirka 0,5 km bred, högsta höjd cirka 227 m
- East Island, cirka 0,96 km², cirka 2,0 km lång och cirka 0,75 km bred, högsta höjd cirka 215 m

De obebodda öarna är svårtillgängliga beroende på de branta kustklipporna förutom den norra delen på East Island.
Förvaltningsmässigt ingår Maug Islands i kommunen Northern Islands Municipality som omfattar alla öar norr om huvudön.
Ca 10 km nordväst om ögruppen ligger undervattensrevet Supply Reef på cirka 8 m djup med en diameter om cirka 100 m.

## Historia
Marianerna har troligen varit bebodd av polynesier sedan 1500-talet f Kr. Ögruppen upptäcktes av portugisiske Ferdinand Magellan i mars 1521 som då namngav öarna "Las Islas de Los Ladrones". Öarna hamnade 1667 under spansk överhöghet och döptes då om till "Islas de las Marianas".
Under första världskriget ockuperades området i oktober 1914 av Japan. Japan erhöll förvaltningsmandat över området av Nationernas förbund vid Versaillesfreden 1919. Marianerna ingick sedan i Japanska Stillahavsmandatet. Under den japanska tiden användes ögruppen åren 1939 till 1944 som väderstation och det fanns en fiskrensningsstation på ön.
Öarna är numera naturskyddsområde och del i "Northern Island Wildlife Conservation Area" tillsammans med Asuncion Island, Farallon de Pajaros och Guguan.